# Tanganicodus irsacae
Tanganicodus irsacae, unica specie del genere Tanganicodus, è un pesce d'acqua dolce appartenente alla famiglia Cichlidae, sottofamiglia Pseudocrenilabrinae.

## Distribuzione e habitat
Questa specie è endemica della parte settentrionale del lago Tanganica, dove abitano le acque prospicienti la battigia, a fondale ghiaioso, con forte corrente superficiale e grande ossigenazione.

## Descrizione
T. irsacae presenta un corpo piuttosto allungato, poco compresso ai fianchi, con piccoli occhi sporgenti, alti, e muso rivolto verso il basso. Possiede una lunga pinna dorsale, mentre le altre pinne sono ampie e tondeggianti. Presenta alcune caratteristiche particolari per adattarsi al difficile ambiente dove vive: la pinna dorsale è retta da grossi raggi spinosi, che lo rendono inappetibile agli uccelli predatori; non possiede vescica natatoria per ridurre la galleggiabilità; la sua bocca dalla forma particolare permette una maggior adesione alle rocce, ed è adatta per "rasare" le alghe che vi crescono. 
La livrea vede una colorazione di fondo variabile dal beige al bruno scuro, con 7 linee verticali beige lungo i fianchi e numerosi puntini azzurro elettrico. Le pinne sono trasparenti, orlate di bruno e puntinate di azzurro. 

Esistono diverse varietà naturali, che presentano piccole differenze fisiche o di livrea: alcune sono Moba, Nyanza Lac e Kalema.
Il dimorfismo sessuale è poco marcato: il maschio è leggermente più grande della femmina, con pinne pelviche poco più sviluppate.

Raggiunge una lunghezza massima di 7 cm.

## Etologia
Territoriale, non sopporta altri conspecifici nel suo territorio. Forma coppie durature.

## Riproduzione
Si riproduce mediante incubazione orale: le femmine incubano le uova in bocca mentre il maschio proteggerà la prole nella sua.

## Alimentazione
Si nutre prevalentemente delle alghe che crescono sulle rocce.

## Acquariofilia
Questa specie, seppur non molto diffusa in commercio, è allevata dagli acquariofili appassionati.